# GoJet Airlines

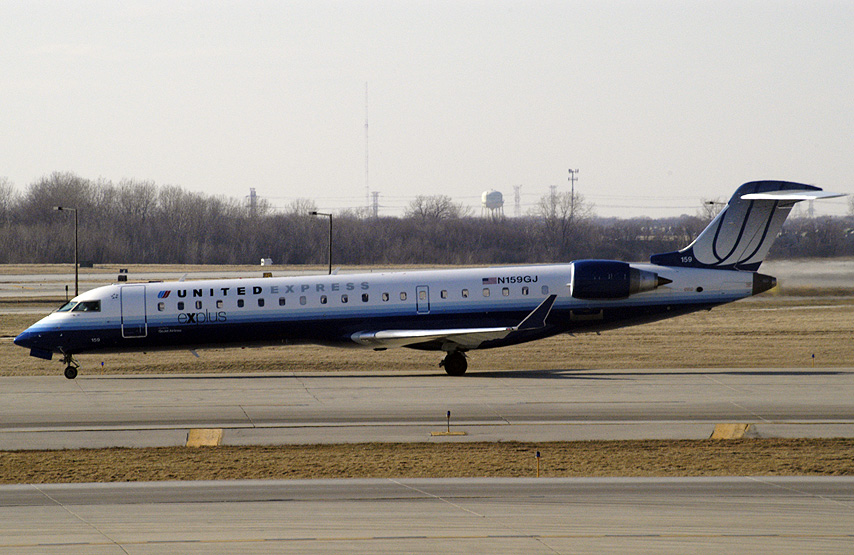
CRJ-700 авиакомпании GoJet Airlines в ливрее бренда United Express

GoJet Airlines LLC, действующая как GoJet Airlines, — региональная авиакомпания Соединённых Штатов Америки со штаб-квартирой в городе Бриджтон (Миссури, США), работающая под торговой маркой (брендом) United Express магистральной авиакомпании United Airlines.
Компания является полностью дочерним подразделением авиационного холдинга Trans States Holdings, штатная численность перевозчика по состоянию на 2007 год составляла 570 человек.
Порт приписки авиакомпании — Международный аэропорт Сент-Луис Ламберт, в качестве транзитных узлов (хабов) GoJet Airlines использует Международный аэропорт О’Хара в Чикаго, Международный аэропорт Денвер и Международный аэропорт Вашингтон Даллес.

## История
Авиакомпания GoJet Airlines была основана в конце 2004 года нынешними владельцами авиационного холдинга Trans State Airlines. Компания должна была начать регулярные перевозки 4 августа 2005 года, однако открытие маршрутной сети было задержано до 4 октября того же года главным образом из-за позднего получения собственного операционного сертификата (в сентябре 2005 года).

## Флот
По состоянию на июль 2021 года воздушный флот авиакомпании GoJet Airlines составляли следующие самолёты:
Все самолёты GoJet Airlines имеют окраску ливреи бренда региональных перевозок United Express магистральной авиакомпании United Airlines и всё самолёты оснащены двигателями General Electric C34-8C5B1, которые устанавливаются на лайнеры Bombardier CRJ-900.